# Horst Rascher
Horst Rascher (* 11. März 1940 in Wien) ist ein ehemaliger deutscher Boxer. Er war Europameister der Amateurboxer 1959 im Bantamgewicht.

## Werdegang
Horst Rascher wuchs in Ulm auf und begann als Jugendlicher beim SSV Ulm mit dem Boxen. Sein Trainer war damals Josef Ritzel. Im Jahre 1958 zählte er bereits zu den besten deutschen Juniorenboxern. Er gewann aber als Junior noch keinen deutschen Meistertitel. Dies änderte sich aber schon 1959, denn er wurde im November diesem Jahr in München mit einem Punktsieg über Otto Schröck aus Schweinfurt deutscher Meister im Bantamgewicht. Vorher hatte er allerdings schon einen anderen großen Coup gelandet, denn er qualifizierte sich im Frühjahr für die Europameisterschaft der Amateure dieses Jahres in Luzern. In Luzern boxte der junge, erst neunzehnjährige Athlet, unbekümmert auf, gewann drei Vorrundenkämpfe und wurde durch einen Punktsieg im Endkampf über den sowjetischen Sportler Oleg Grigorjewitsch Grigorjew Europameister.
Dafür wurde er am 1. Juni 1959 vom Bundespräsidenten mit dem Silbernen Lorbeerblatt ausgezeichnet.
Im Jahre 1960 setzte sich Horst Rascher auch bei der Ausscheidung für die gesamtdeutsche Olympiamannschaft gegen den Vertreter der DDR Heinz Schulz vom ASK "Vorwärts" Berlin durch und vertrat Deutschland bei den Olympischen Spielen in Rom. In Rom verpasste er ganz knapp eine Medaille. Er besiegte dort in einem Vorrundenkampf Marcel Bellefeuille aus Kanada nach Punkten und siegte auch im Achtelfinale gegen Jozef Nagy aus Ungarn nach Punkten. Im Viertelfinale traf er auf Brunon Bendig aus Polen. In einem ausgeglichenen Kampf, in dem der Sieger auch Horst Rascher hätte lauten können, gaben die Punktrichter Brunon Bendig einen knappen 3:2-Punktsieg.
Im November 1960 gewann Horst Rascher, der zwischenzeitlich zum Karlsruher SC gewechselt war seinen zweiten deutschen Meistertitel im Bantamgewicht durch einen Punktsieg über Paul Budde vom MBR Hamm.
Bei der Europameisterschaft im Mai 1961 in Belgrad erwischte Horst Rascher gleich in seinem ersten Kampf einen rabenschwarzen Tag, denn er verlor den Kampf gegen den Engländer Peter Bennyworth, den er in einem Länderkampf im Januar 1961 in London noch klar geschlagen hatte, nach Punkten und schied aus. Auch im Endkampf der deutschen Meisterschaft im November 1961 in Berlin musste Horst Rascher eine Niederlage einstecken. Er verlor gegen den zweifachen Europameister im Fliegengewicht Manfred Homberg aus Düsseldorf nach Punkten.
Im Jahre 1962 fanden keine internationalen Meisterschaften statt. Bei der deutschen Meisterschaft im Juni 1962 in Iserlohn gewann Horst Rascher seinen dritten Titel durch einen Punktsieg über Erich Müller aus Singen.
1963 fanden die deutschen Meisterschaften schon im Mai statt und galten als Qualifikation für die Europameisterschaft in Moskau. Horst Rascher, der wieder für den SSV Ulm startete, siegte dabei in Freiburg im Breisgau über Dieter Heide aus Rosenheim durch KO in der 3. Runde. Bei der Europameisterschaft erlitt Horst Rascher erneut eine Erstrundenniederlage. Der Rumäne Niculae Puiu erwies sich als zu stark für ihn.
Im April 1964 wurde Horst Rascher in München erneut deutscher Meister im Bantamgewicht. Er besiegte dabei Günter Geisler aus Rünthe/Westfalen nach Punkten. Anschließend enttäuschte Horst Rascher aber bei der Qualifikation für die gesamtdeutsche Olympiamannschaft für Tokio, denn er verlor gegen Werner Purser vom SC Stahl Riesa und verpasste die Fahrkarte zu den Olympischen Spielen.
Im Jahre 1965 siegte Horst Rascher bei der deutschen Meisterschaft in Hannover im Bantamgewicht erneut über Günter Geisler. Er überzeugte dann auch bei der Europameisterschaft in Ost-Berlin, denn er gewann dort eine Bronzemedaille. Auf dem Weg zu dieser Medaille besiegte er im Achtelfinale Borje Karvonen aus Finnland und im Viertelfinale Neurath aus der CSSR jeweils nach Punkten. Im Halbfinale musste er gegen Jan Gałązka aus Polen eine knappe Punktniederlage hinnehmen.
Zu Beginn des Jahres 1966 wechselte Horst Rascher, der den Beruf eines technischen Zeichners erlernt hatte aus beruflichen Gründen nach Villingen, weil er in den dortigen SABA-Werken eine gute Stellung als Formengestalter erhielt. Auf boxerischem Sektor gelang ihm in diesem Jahr bereits der siebte Titelgewinn bei einer deutschen Meisterschaft. In Duisburg gewann er im Finale gegen Manfred Werner vom BSK 26 Suderwich nach Punkten.
Im April 1967 siegte Horst Rascher bei der deutschen Meisterschaft in Münster im Finale des Bantamgewichts über Josef Timmermanns aus Rheinhausen durch KO in der 2. Runde. Bei der Europameisterschaft dieses Jahres in Rom besiegte Horst Rascher nacheinander Sammy Vernon aus Irland, Tony Glencross aus Schottland und Nikolai Sawow aus Bulgarien nach Punkten und stand damit im Finale gegen Nicolae Gîju aus Rumänien. Rascher und Gîju waren sehr erfahrene und technisch ausgezeichnete Boxer, die sich einen ausgeglichenen Kampf lieferten, an dessen Ende Gîju einen knappen Punktsieg erhielt. Horst Rascher war damit Vize-Europameister.
Seinen neunten deutschen Meistertitel gewann Horst Rascher 1968 in Köln. Er siegte dort im Bantamgewicht über Siegwart Steger aus Sulzbach-Rosenberg nach Punkten. Sein großes Ziel war dann noch, bei den Olympischen Spielen in Mexiko-Stadt eine Medaille zu gewinnen. Er siegte in Mexiko im Achtelfinale über John Dadigi aus Nigeria durch techn. KO in der 1. Runde und landete im Viertelfinale einen knappen 3:2-Punktsieg über Sulley Shittu aus Ghana. Im Viertelfinale traf er auf einen körperlich ungemein starken Koreaner namens Chang Kyu Chul. Nach einer harten Auseinandersetzung erhielt der Koreaner einen 5:0-Punktsieg zugesprochen und Horst Rascher schied damit wieder knapp vor dem Gewinn einer Medaille aus. In der Endabrechnung belegte er wie 1960 mit drei weiteren Boxern den 5. Platz.
Nach diesen Olympischen Spielen beendete Horst Rascher seine Boxerlaufbahn. Er hatte annähernd 300 Kämpfe bestritten und dabei einen ganz besonderen weiteren schweren Kampf immer wieder gewonnen, nämlich den Kampf um das Körpergewicht von 54 kg, das er als Bantamgewichtler bringen musste. Nach seiner aktiven Zeit fand er ausreichend Gelegenheit, sich bei seinem Hobby Angeln zu erholen.

## Länderkämpfe Horst Raschers
- 1959 in Essen, BRD gegen Polen, Punktniederlage gegen Zygmunt Zawadzki
- 1959 in Berlin, BRD gegen Frankreich, Punktsieger über Parra
- 1959 in Hamm, BRD gegen CSSR, Punktsieger über Petrina
- 1960 in Freiburg im Breisgau, BRD gegen Schweiz, Punktsieger über Heeb
- 1960 in Hamburg, BRD gegen England, Punktsieger über Cartwright
- 1960 in Sofia, Bulgarien gegen BRD, Punktsieger über Gospodanov
- 1960 in Moskau, UdSSR gegen BRD, Punktsieger über Oleg Grigorjewitsch Grigorjew
- 1961 in London, England gegen BRD, Punktsieger über Peter Bennyworth
- 1962 in Berlin, BRD gegen Elfenbeinküste, Punktsieger über Koffi
- 1962 in Köln, BRD gegen UdSSR, Punktniederlage gegen Sergei Siwko
- 1963 in Breslau, Polen gegen BRD, Punktniederlage gegen Brunon Bendig
- 1964 in Ravensburg, BRD gegen Polen, Punktsieger über Henryk Mielczewski
- 1965 in Vichy, Frankreich gegen BRD, Punktsieger über Gillot
- 1965 in Lomé, Togo gegen BRD, Punktniederlage gegen Digbe
- 1965 in London, England gegen BRD, Punktsieger über Bowyer
- 1966 in Bukarest, Rumänien gegen BRD, Punktniederlage gegen Nicolae Gîju
- 1966 in Constanța, Rumänien gegen BRD, Punktsieger über Niculae Puiu
- 1967 in Böblingen, BRD gegen Frankreich, Punktsieger über Aldo Cosentino
- 1967 in Memphis, Vereinigte Staaten gegen BRD, Punktsieger über Earl Large
- 1967 in New York, USA gegen BRD, Punktsieger über David Vasquez
- 1967 in Syracuse, Vereinigte Staaten gegen BRD, Punktsieger über Robert Green
- 1968 in Dublin, Irland gegen BRD, Punktniederlage gegen Wowling
- 1968 in Hannover, BRD gegen USA, Disq.-Sieger 2. Runde über Goss

## Deutsche Meisterschaften Horst Raschers
(alle im Bantamgewicht, bis 54 kgk Körpergewicht)
- 1959 in München, Punktsieger über Otto Schröck, Schweinfurt
- 1960 in Köln, Punktsieger über Paul Budde, MBR Hamm
- 1961 in Berlin, Punktniederlage gegen Manfred Homberg, Düsseldorf
- 1962 in Iserlohn, Punktsieger über Erich Müller, Singen
- 1963 in Freiburg im Breisgau, KO-Sieger 3. Runde über Dieter Heide, Rosenheim
- 1964 in München, Punktsieger über Günter Geisler, Rünthe/Westfalen
- 1965 in Hannover, Punktsieger über Günter Geisler
- 1966 in Duisburg, Punktsieger über Manfred Werner, BSK 26 Suderwich
- 1967 in Münster, KOS-Sieger 2. Runde über Josef Timmermanns, Rheinhausen
- 1968 in Köln, Punktsieger über Siegwart Steger, Sulzbach-Rosenberg